# دبليو. ألتون جونز
دبليو. ألتون جونز (بالإنجليزية: William Alton Jones)‏ هو شخصية أعمال أمريكي، ولد في 19 أبريل 1891 في ويب سيتي في الولايات المتحدة، وتوفي في 1 مارس 1962 في كوينز في الولايات المتحدة.

## روابط خارجية
- دبليو. ألتون جونز على موقع مونزينجر (الألمانية)